# Age of Mythology
Age of Mythology (prescurtat AoM) este un joc de strategie în timp real (RTS) dezvoltat de Ensemble Studios și publicat de către Microsoft Game Studios care este bazat pe mitologie. Jocul a fost lansat pe 11 noiembrie 2002 în America de Nord și o săptămână mai târziu în Europa.
Un derivat al seriei Age of Empires, Age of Mythology este inspirat din mitologia și legendele grecilor, egiptenilor și a scandinavilor, spre deosebire de seria originală care este inspirată din realitate. Totuși, foarte multe elemente ale jocului se aseamană cu Age of Empires. Campania povestește întâmplările amiralului Atlantean, Arkantos, care este forțat să treacă prin cele trei civilizații ale jocului, urmărind un ciclop care s-a întors odată cu Poseidon împotriva Atlantidei.
Age of Mythology a devenit rapid un succes comercial, devenind "de platină" doar la patru luni după lansare, deja având peste un milion de copii. Recepția critică a fost în mare parte bună având 89% din partea lui Game Rankings și Meta Critic.

## Gameplay
Precum majoritatea jocurilor de strategie în timp real, Age of Mythology este bazat pe construirea orașelor, adunarea resurselor, crearea armatelor, și în final distrugerea inamicului și cladirilor lui. În acest fel, jucătorii pot înfrânge inamicul și a câștiga runda. De asemenea, jucătorul poate să își avanseze orașele prin patru epoci: Epoca Arhaică, apoi, Epoca Clasică, Epoca Eroica și Epoca Legendară. Cu fiecare avansare, jucătorul are acces la trupe mai puternice și  tehnologi mai bune care îl fac mai puternic. Deși, orice tehnologie trebuie mai întai cercetată costând resurse precum și având nevoie de o anumită clădire deja construită.
În joc sunt incluse trei civilizații: Grecii, Egiptenii și Scandinavii. Fiecare civilizație are un anumit zeu major (principal) cum ar fi Zeus, Odin... Jucătorul trebuie să aleagă zeul înainte să înceapă runda. Cu fiecare epocă aleasă, jucătorul mai poate alege încă un zeu "minor" (cum ar fi Bast sau Afrodita), acești zei au o istorie mai scurtă și nu au decât un impact insignific, aducând câteva tehnologi unice, trupe noi, și o putere divină—o putere unică care poate fi folosită o singură dată care poate răni inamicul sau având un beneficiu către jucător.
Sunt patru tipuri majore de resurse în Age of Mythology: mâncare, lemn, aur și favoare, dar spre deosebire de celelalte jocuri Ensemble Studios, acesta nu include și piatră. Aceste resurse pot fi folosite pentru a antrena trupe noi, pentru a construi clădiri, a cerceta tehnologi și altele. Unitățiile civile—sătenii Greci, culegătorii și piticii Scandinavi, muncitorii Egipteni precum și bărcile de pescuit—sunt folosite pentru a construi clădiri, a culege arbuștii, vâna animale, crescând animale, ocupându-se de ferme, și de a pescui. Lemnul se poate lua doar prin tăierea copacilor, și aurul prin minerit și comerț. Fiecare civilizație dispune de tehnologi care poate îmbunătăți rata de adunare a resurselor. Favoarea se poate mări diferit depinzând de civilizație: sătenii Greci se roagă la templu, Egiptenii construiesc monumente și Scandinavi prin luptă sau eroi. Se poate face negoț cu toate resursele jocului mai puțin favoare.

## Trupe
Fiecare "unitate" din joc poate consuma între 1 și 5 "slot-uri" de populație. Capacitatea populației poate fi mărită construind case sau centre ale satelor—cladirea principală a jocului care poate mări această limită mai mult decât casele dar poate să și antreneze săteni și cerceta unele tehnologii și epoci - populația maximă poate ajunge la 300.
Unitățiile pot fi categorisite în șapte tipuri: infanterie, arcași, cavalerie—toate trei fiind categorisite ca "unități umane" -- artilerie de asalt, unitați navale, eroi, și unități mitologice. Aceste trupe se atacă între ele ca în jocul piatră, hârtie, foarfecă, fiecare având un bonus de atac pentru un alt tip de unitate și un defect de apărare împotriva altui tip de unitate, de exemplu catapultele de-aibia pot nimeri cavaleria, neavând nici-o șansă de una singură, dar pe de-o parte pot distruge clădirile cu ușurință ceea ce unitățile normale nu prea pot. Eroii sunt experți când e vorba de eliminarea unităților mitologice dar nu se descurcă foarte bine cu cele umane, de asemenea, eroii pot lua cu ei "relicve", care dacă sunt aduse la un templu, aduc un anumit bonus militar sau econimic civilizației jucătorului. Majoritatea trupelor pot fi modernizate prin cercetarea tehnologiilor facându-le mai bune în luptă.

## Clădiri
Ca și unitățile, cladirile pot fi împărțite în trei categori: clădiri economice, 'clădiri militare' și 'clădiri defensive'. Cea mai importantă clădire, este centrul satului / orașului (Town Center). De asemenea, o altă clădire importantă este templul cu ajutorul căruia se pot obține diferite favoruri, puteri sau unități mitice precum ciclopi sau centauri de la zei.

## Zeități

### Zei greci
- Zeus - este zeu al fulgerelor și furtunilor și tot el este zeul suprem din mitologia greacă ;
- Poseidon - este zeul mărilor și oceanelor ;
- Hades - este zeul Lumii de Dincolo ;
- Atena - este zeița înțelepciunii ;
- Hermes - este mesagerul zeiilor ;
- Ares - este zeul războiului ;
- Dionysos - este zeul vinului și al petrecerilor ;
- Afrodita - este zeița frumuseții ;
- Apolo - este zeul profetiei si al medicinei
- Hefaistos - este zeul metalurgiei și al meșteșugurilor;
- Artemis - este zeița vânătorii
- Hera - este zeița familiilor și soția lui Zeus ;
- gugiu - zeul homosexual al logicii;

### Zei egipteni
- Ra - este zeul soarelui și zeul suprem din mitologia egipteană ;
- Isis - este zeița feminității și a frumuseții ;
- Seth - este zeul malefic al întunericului și haosului ;
- Anubis - este zeul îmbălsămării și al ritualurilor funerare ;
- Bast - este zeița ocrotitoare a pisicilor , și zeiță a sărbătorilor ;
- Ptah - este zeul creației ;
- Sekhmet - este zeița războiului ;
- Nephthys - este zeița morții , magiei și a nopții ;
- Hathor - este zeița fertilității și iubiri ;
- Thoth - este zeul lunii și al științei ;
- Osiris - este zeul Lumii de Dincolo ;
- Horus - este zeul cerului și al răzbunării ;

### Zei scandinavi
- Odin - este zeul înțelepciunii și al cunoașteri , și tot el este zeul suprem din mitologia nordică ;
- Thor - este zeul tunetelor și fulgerelor ;
- Loki - este zeul focului , al minciunilor și păcălelilor ;
- Heimdall - este zeul protecției și vigilenței ;
- Forseti - este zeul justiției ;
- Freya - este zeița frumuseții și iubirii ;
- Njord -  este zeul mării și al vântului ;
- Skadi - este zeița iernii și a vânătorii ;
- Bragi - este zeul muzicii și al poeziei ;
- Tyr - este zeul războiului ;
- Baldur - este zeul luminii și al purității ;
- Hel - este zeița morții și a Lumii de Dincolo ;

## Campanie
Campania începe în Atlantida, o colonie grecească de pe o insulă din Oceanul Atlantic, și ni-l prezinta pe Arkantos, amiralul Atlantidei, care încearcă să recâștige favorurile zeului Poseidon, protectorul Atlantidei. La început, Arkantos respinge cu succes atacurile piraților, conduși de un minotaur pe nume Kamos, apoi după ce află de la Krios, teocratul Atlantidei, că pirații au furat tridentul de aur al lui Poseidon, trebuie să meargă în insulele din Marea Mediterană pentru a-l recupera. Întors în Atlantida, Krios îi spune lui Arkantos că Poseidon este mâniat pentru ce s-a întâmplat și îi spune că dacă ar participa la Războiul troian, alături de Ajax, Odiseu și Agamemnon, poate că zeul l-ar ierta. Arkantos este de acord și după mai multe lupte împotriva Troiei reușește să aducă victoria grecilor, datorită celebrului cal troian.
După război, Ajax îi recomandă lui Arkantos să meargă amândoi în portul Ioklos să repare navele, apoi să se ducă înapoi în Atlantida. Însă, când ajung în Ioklos totul era distrus și jefuit de pirații lui Kamos. După ce se luptă cu pirații, eroii ajung la o închisoare de unde îl eliberează pe Chiron, centaurul cel înțelept . Acesta le spune că la puțin mai la nord de Ioklos se află un canion unde oamenii din împrejurime sunt forțați să sape un pasaj către Lumea de Dincolo, la comanda lui Gargarensis, un general ciclop, care se pare că este stăpânul lui Kamos. Eroii pătrund în Lumea de Dincolo, unde îl văd pe Gargarensis și pe servitorii săi încercând să spargă o poartă uriașă. Arkantos își dă seama că orice ar face aceștia nu e ceva bun și dă ordinul de atac. După o luptă scurtă, aceștia îi ucid pe servitorii lui Gargarensis, dar acesta reușește să scape și provoacă un cutremur, blocând calea de ieșire a eroilor. Cu toate acestea ei sunt ajutați de spiritele morților care îi duc la trei temple dedicate celor mai mari zei ai grecilor : Zeus, Poseidon și Hades. Spiritele îi spun lui Arkantos că doar un zeu îi va ajuta. Arkantos îi cere ajutorul lui Poseidon, dar acesta nu răspunde. Apoi, îi cere ajutorul lui Zeus, care deschide un pasaj prin care eroii reușesc să scape.
Acesta află că pasajul i-a dus în Egipt, unde o întâlnesc pe Amanra, lidera unui mare grup de mercenari egipteni, slujitori ai faraonului și adepți ai zeiței Isis . Aceasta le cere ajutorul pentru a scoate din piatră o uriașă sabie din aur. După ce reușesc să scoată din piatră relicva, Amanra le spune celor trei că sabia a fost folosită cu mult timp în urmă de către zeul Horus pentru al înfrânge pe maleficul zeu Seth. După acel eveniment, Horus i-ar fi dat sabia unui gardian uriaș cu cap de șacal, discipol al lui Anubis, cu scopul de a proteja Egiptul de amenințarea răului . În prezent Gardianul este adormit și păzește o parte din corpul zeului Osiris, ucis de către Seth, iar acum Amanra le spune că ei trebuie să îl trezească pe Gardian și să adune toate bucățile lui Osiris pentru a-l reînvia, în timp ce adepții lui Seth vor să le distrugă, fiind conduși de Kemsyt, un alt servitor al lui Gargarensis. Eroii reușesc să trezească Gardianul și să recupereze prima parte din corpul lui Osiris. După aceea ei se întâlnesc cu Setna, preotul lui Osiris, ce se oferă să ducă acea parte în Abydos, la templul lui Osiris. Curând eroii vor mai obține și restul pieselor : Amanra merge într-o cetate din apropiere de Marea Roșie pentru a lua o piesă, Chiron merge în Peninsula Sinai pentru a lua o altă piesă, unde se întâlnește cu Niordsir, un lider scandinav, venit pentru a-l ucide pe Gargarensis, iar Ajax și Arkantos merg la baza lui Kamos din Palestina pentru a lua ultima piesă și pentru al ucide pe Kamos.
Înainte de asta , Arkantos are un vis în care zeița Atena îi dezvăluie obiectivul lui Gargarensis. Ea îi spune că Poseidon i-a trădat pe zeii gerci și s-a aliat cu titanii (vechii zei greci)  și cu Cronos, regele titanilor și distrugătorul Universului, pentru al face pe el zeu suprem în locul lui Zeus. Tot Atena îi spune că titanii au fost închiși cu mult timp în urmă de către Zeus în Tartar (mitologie|Tartar]], cea mai joasă dimensiune a Lumii de Dincolo, și că spre această dimensiune există patru porți magice ce pot fi sparte doar prin exterior. De aceea, Gargarensis, un slujitor credincios al lui Poseidon și al lui Cronos, vrea să spargă poarta pentru a-i elibera pe titani. O astfel de poartă a fost în Grecia, la Ioklos, alta este în Egipt la Abydos, a treia undeva în Scandinavia, iar ultima nu se știe unde este.
Eroii reușesc să strângă tote piesele și ajung la Abydos, unde îl opresc pe Gargarensis să sape o nouă poartă către Lumea de Dincolo și îl renasc pe Osiris care distruge armata lui Gargarensis. În final, Gargarensis și Kemsyt fug pe o barcă spre Scandinavia, iar eroii îi urmează. Pe drumul lor spre Scandinavia, Ajax și Arkantos naufragiază pe o insulă, unde îl întâlnesc pe Odiseu și echipajul său, și sunt transformați toți în porci de către vrăjitoarea Circe. Cu toate acestea, cei trei găsesc un templu al lui Zeus, care rupe vraja lui Circe, iar apoi o ucid pe ea și pe adepții săi. Odiseu le mulțumește și le dă o barcă celor doi pentru a ajunge în Scandinavia.
Ajunși în Scandinavia, Arkantos și Ajax se întâlnesc cu Amanra, Chiron și Niordsir, care ajunsese deja înaintea lor, și observă clădirile distruse. Niordsir le spune că asta este opera gigantului cu un singur ochi (Gargarensis) și a servitorilor săi, și le mai spune că aceștia trebuie opriți pentru a preveni Ragnarokul, sfârșitul lumii , când zeii și giganții se vor lupta. În timp ce le spune asta, pe un munte apare Gargarensis care râde de ei, și provoacă o avalanșă de zăpadă. Cu toate acestea eroii reușesc să scape din avalanșă și caută un drum către Midgard, lumea oamenilor, pentru că acolo se ducea Garagarensis. În drmul lor îi întâlnesc pe Brokk și Eitri, doi pitici care le cer ajutorul, deoarece caverna lor a fost invadată de giganți. Eroii acceptă să-i ajute, deoarece, caverna era o scurtătură spre Midgard. Odată ieșiți din cavernă, eroii se îndreaptă spre un canion al giganților, unde se întâlnesc cu Skult, un bătrân vrăjitor, care le spune că în noaptea asta va începe Ragnarokul, iar toate triburile rivale de nordici trebuie unite pentru a-i ajuta pe zei în lupta lor cu giganți . Eroii sunt de acord cu Skult, dar nu știu cum să-i unească pe nodici, dar Skult le spune că el are un steag care îi va convinge pe nordici să nu mai lupte între ei. După ce eroii ies din canion, se întâlnesc cu trei triburi nordice, rivale, care la vederea steagului se enervează și îi atacă pe eroi. În cele din urmă, eroii reușesc să-i convingă pe nordici să se alieze iar aceștia sunt de acord, după ce liderii lor sunt uciși.
După această întâmplare, Arkantos îl întreabă pe Skult de ce nordici au reacționat așa la vederea steagului său, dar Skult începe să râdă și dispare transformându-se într-un stol de corbi. Între timp, apare Reginelif, o șefă a valkiriilor și o adeptă a zeului Odin, ce le spune eroilor că acel steag este steagul lui Folstag, un lider al giganților de gheață, care este cunoscut ca un jefuitor, bandit și inamic al oamenilor, dar și un aliat al lui Gargarensis și un adept al zeului Loki. Tot ea le mai spune că acel bătrân era însuși zeul Loki, care este cunoscut pentru faptul că este un zeu al minciunilor și că îi va conduce pe giganți împotriva zeilor când va veni Ragnarokul. De asemenea este tot un aliat al lui Gargarensis. Reginelif le mai spune eroilor că în apropiere există încă trei triburi nordice ce trebuie unite, și care sunt atacate zilinic de forțele lui Folstag. Eroii reușes să unească tote triburile și să-l alunge pe Folstag, apoi se îndreaptă spre Fântâna lui Urd, un portal spre Lumea de Dincolo.
După o scurtă luptă cu forțele lui Gargarensis, eroii pătrund în Lumea de Dincolo, unde îl văd pe Gargarensis și aliații lui încercând să spargă a treia poartă a Tartaului. Forțele eroilor se retrag, fiind copleșite de o armată de giganți de foc, în timp ce Chiron, în încercarea de ai salva pe ceilalți provoacă o alunecare de teren, pierzându-și viața, dar salvând-o pe a celorlalți. Dezamăgiți de moartea lui Chiron, eroii se întâlnesc cu Brokk și cu un echipaj de pitic, care taie bucăți de lemn din rădăcinile uriașului arbore Yggdrasil. Arkantos îi întreabă ce fac ei acolo cu lemnul, iar Brokk le spune că înainte ca ei să vină în Scandinavia, Loki și Thor s-au luptat între ei, iar Loki i-a rupt ciocanul lui Thor. Acum, Brokk și echipa lui fac coada pentru un nou ciocan, iar Eitri și echipa lui sunt pe drum să aducă capul de fier al ciocanului, făcut în fierăriile lor din cavernă. Brokk le mai spune că cu acest ciocan magic vor putea să sigileze poarta la loc și să-l învingă pe gargarensis. Eroii fură de acor cu planul celor doi pitici. Hel, zeița morți și fiica lui Loki, îl trimite pe dragonul Nidhogg pentru a-i opri pe eroi să-și îndeplinească planul, dar Reginelif reușește să învingă bestia. Curând, Gargarensis sparge poarta, și în timp ce energiile întunecate ale titanilor ies în lume, ciocanul magic al lui Thor zboară și se lovește de poartă, sigilând-o și închizându-i acolo pe titani și energiile lor întunecate, provocând o mare explozie ce îi aruncă pe armata eroilor și pe armata lui Gargarensis în lumea de la suprafață.
După explozie, Gargarensis, Kemsyt și Loki, întruchipat ca Skult, vorbesc despre viitorul lor plan, iar Kemsyt le spune că nu are rost, că au pierdut totul, dar Skult îi spune că mai este planul de rezervă, iar Gargarensis îl aprobă, în timp ce Kemsyt nu știa nimic de nici un plan. Între timp, eroii se pregătesc pentru lupta fianlă împotriva lui Gargarensis. Pe un deal din stul taberei lor apare Skult, Gargarensis, Folstag și restul aliaților lor, iar Skult le spune eroilor să se predea odată pentru todeauna, dar ei refuză. Astfel, lupta începe. În timpul luptei apare însă Odiseu, în fruntea unei mari armate grecești, care întorc lupta în favoarea eroilor care devin învingători. După luptă, Skult și Folstag reușesc să scape, Kemsyt este de negăsit, iar Gargarensis este prins. Arkantos ordonă decapitarea lui Gargarensis, iar Ajax este cel ce îl decapitează spunând că asta este în cinstea lui Chiron.
După luptă, Arkantos, Ajax, Odiseu și Amanra se întorc în Atlantida pentru a-i arâta teocratului Krios capul lui Gargarensis, băgat într-un sac , dar aceștia văd că Atlantida este asediată de forțe inamice conduse de însuși Gargarensis. Eroii rămân uimiți să-l vadă pe Gargarensis, iar când scot din sac capul său, era de fapt al lui Kemsyt. Arkantos își dă seama că fusese din nou păcăliți de către Loki, că Gargarensis era în viață și că a patra poartă era aici, în Atlantida. Eroii reușesc să pătrundă pe insulă, în timp ce Gargarensis pătrunde în cetatea principală a insulei, unde îi cere ajutorul lui Cronos și lui Poseidon, care îl ajută dând viață unei statui uriașe a lui Poseidon care scoate la suprafață a patra poartă a Tartarului. Arkantos le ordonă tuturor să plece de pe insulă inclusiv prietenilor săi și să rămână doar el în fruntea amatei pentru a se lupta cu ciclopul. Apoi, Arkantos construiește o statuie uriașă din aur a lui Zeus și îi cere ajutorul, acesta transformându-l pe Arkantos într-un semizeu . El pornește spre cetate și distruge toți inamici, iar apoi se luptă cu statuia urișă a lui Poseidon care este distrusă, iar tridentul ei cade și-l ucide pe Gargarensis.
În final, Zeus scufundă Atlantida sub ape, iar eroii se uită pe bărci, de departe cum întreaga insulă se scufundă. Arkantos este salvat de către Atena, ce-l recompensează pentru ajutorul lui împotriva titanilor și-l transformă într-un zeu.